# Ghiacciaio Koms
Il ghiacciaio Koms (in norvegese la parola "koms" significa "culla") è un ghiacciaio lungo circa 8 km situato sulla costa della Principessa Ragnhild, nella Terra della Regina Maud, in Antartide. Il ghiacciaio, il cui punto più alto si trova a circa 1500 m s.l.m., si trova in particolare nei monti Sør Rondane, dove fluisce verso nord scorrendo tra il monte Mefjell e il monte Komsa.

## Storia
Il ghiacciaio Koms è stato mappato nel 1957 da cartografi norvegesi grazie a fotografie aeree scattate nel corso dell'operazione Highjump, 1946-1947, ed è stato da essi battezzato con il suo attuale nome in virtù della sua forma.